# Kristian Wedel
Bengt Kristian Wedel, född 28 januari 1971 på Lidingö, är journalist på Göteborgs-Posten och författare. Han skriver huvudsakligen böcker om Göteborg, vanligen med flanörbetonat eller kulturhistoriskt perspektiv. Om New York, där han var verksam för GP:s räkning år 2004-2005, har han skrivit de två böckerna Manhattan och På Broadway. Sedan år 2012 är han Göteborgs-Postens Världens gång-redaktör.
Sedan 2016 är han också redaktionell projektledare för Stampens Förlags bokutgivning. 
Konstnären Nils Wedel var bror till Kristian Wedels farmor Inga Wedel-Hansson.

### Antologier
- Hansson Anders, Wedel Kristian, Sveningson Ulf, red (2007). Bolsjeviken i kolboxen och andra historier: 90 år med världens gång-sidan i Göteborgs-posten. Göteborg: Tre böcker. Libris 10346499. ISBN 9789170296178
- Timle Linda, red (2007). Ostindiefararen Götheborg: en resa i historiskt kölvatten. [Malmö]: [Bra böcker]. Libris 10526964. ISBN 9789170026744
- Kapadia Saam, Wikström Jeppe, red (2009). Fred!: 100 röster mot våld och krig. Stockholm: Max Ström. Libris 11586140. ISBN 9789171261472

## Utmärkelser och priser
- 2009 – Stina och Erik Lundbergs stiftelse (stipendium, utdelat av Svenska Akademien)[3]
- 2010 – Stora Publishing-priset[4]
- 2013 – Adlbertska kulturstipendiet
- 2016 – Götiska Förbundets Kulturstipendium
- 2021 – Jolopriset[5]
- 2024 – Karin Gierows pris för sin "hängivna bildningsverksamhet eller kunskapsförmedlande framställningskonst".[6]
- 2024 – Kulturpriset 2024, Kulturminnesföreningen Otterhällan.[7]